# إلمكرين أند دراغسيت

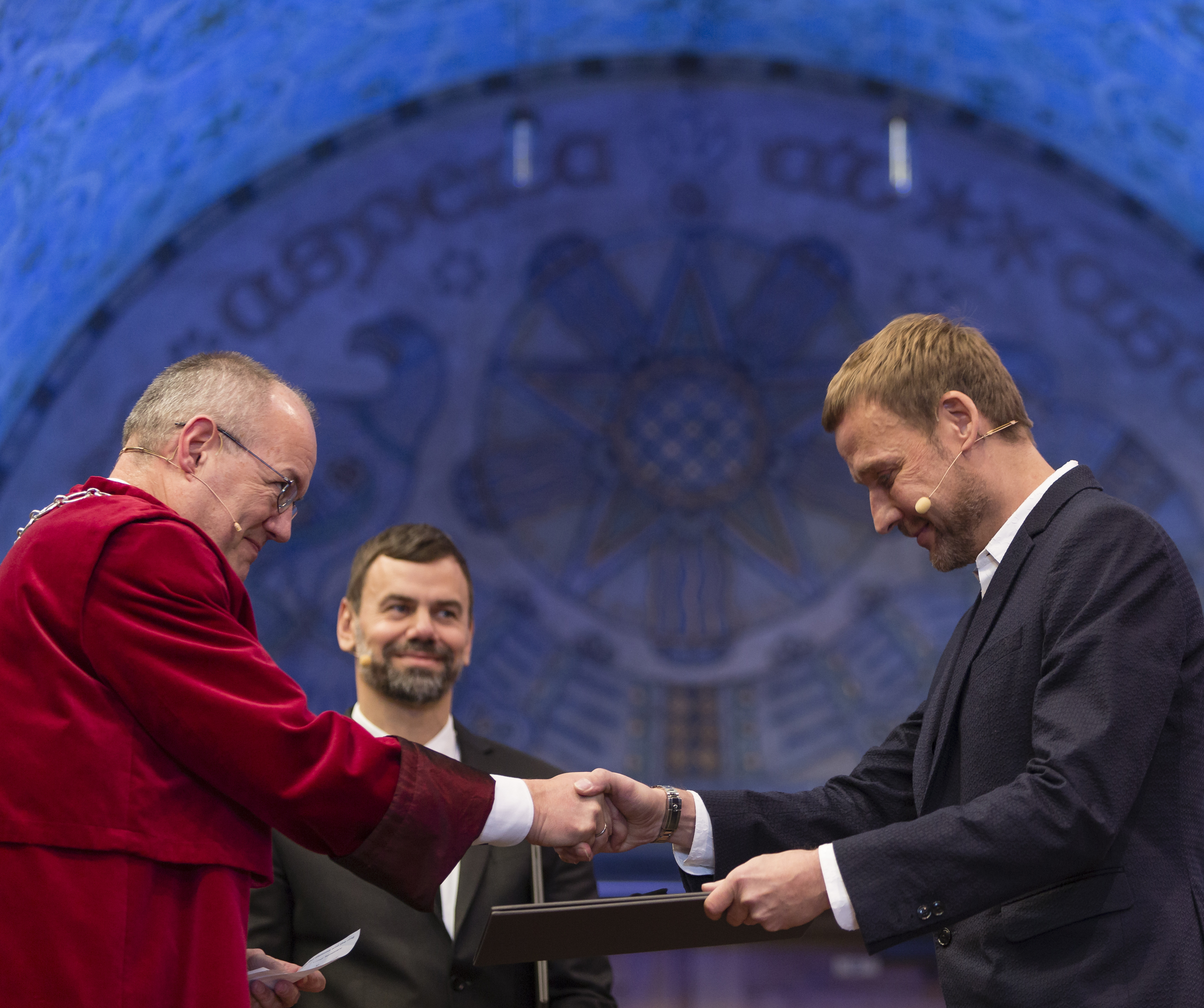
الفنان الثنائي إلمكرين و دراغسات خلال تعيين الدكتوراه الفخرية من قبل الجامعة النرويجية للعلوم والتكنولوجيا في عام 2015

إلمكرين ودراغسيت (بالدنماركية: Elmgreen & Dragset)‏ هو ثنائي فنون مرئية يتكون من الدنماركي مايكل إلمكرين (بالدنماركية: Michael Elmgreen)‏، (ولد عام في 1961 في كوبنهاغن في الدنمارك) والسويدي إنغار دراغسات (بالسويدية: Ingar Dragset) (ولد عام 1969 في تروندهايم في النرويج). عملهما يستكشف العلاقة بين الفن والهندسة المعمارية والتصميم.
يعيش إلمكرين ودراغسات في علاقة عاطفية ويعملان في برلين. وهما معروفون بالأعمال الفنية التي تتسم بالذكاء والفكاهة، كما أنهما ينتجان فنا عن الاهتمامات الاجتماعية والثقافية.

## النشأة والمسيرة الفنية
التقى الثنائي في ملهى للمثليين في كوبنهاغن في عام 1994، عندما كان مايكل إلمكرين، الذي ولد في المدينة في عام 1961، يكتب ويؤدي الشعر، وكان إنغار دراغسيت، وهو نرويجي ولد في عام 1969، يدرس المسرح. بدأ الثنائي علاقة عاطفية وبالتعاون في عام 1995 وانتقلا إلى برلين في عام 1997.
في عام 2006، اشتريا محطة ضخ مياه كبيرة تبلغ 1000 متر مربع يعود تاريخها إلى عام 1924 في حي نويكولن في برلين من المدينة، وحولاها إلى استوديو. في عام 2008، انتقل إلمغرين إلى لندن، ولكنه عاد إلى برلين في عام 2015.
منذ عام 1997، قدم الفنانان عددًا كبيرًا من التركيبات المعمارية والنحتية في سلسلة مستمرة من الأعمال بعنوان «الهياكل الضعيفة». والتي حولت فيها مؤتمرات «معرض المكعب الأبيض»، مما أدى إلى إنشاء صالات عرض من السقف أو الأرض غارقة بالماء أو مقلوبة رأسا على عقب.

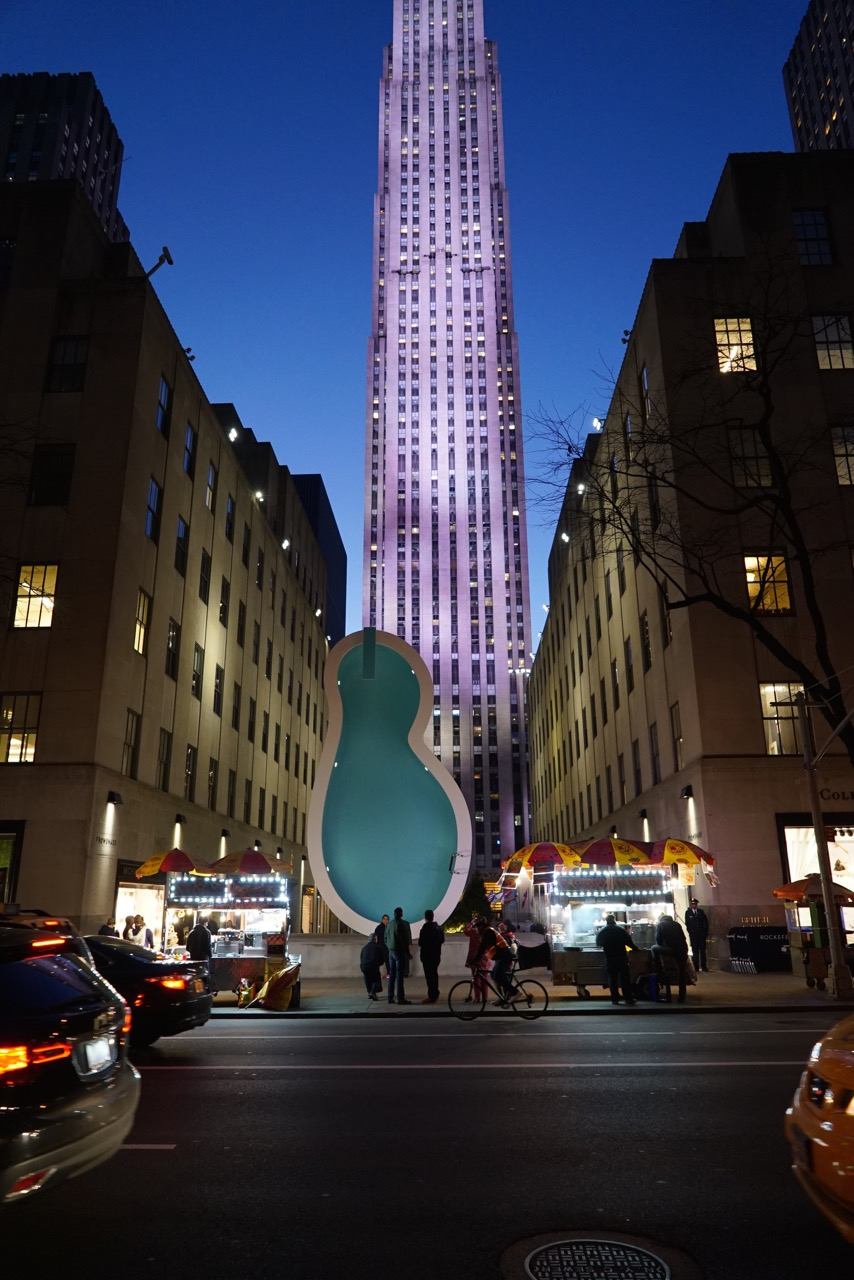
منحوتة أذن فان غوخ في مدينة نيويورك في عام 2016

وقد عملا وتم عرض أعمالهم في عدة مدن عالمية ومناسبات معمارية ودولية منها في إسطنبول، وليفربول وموسكو، وساو باولو وسنغافورة، ولندن، وغيرها.
ومن أهم أعمالهم النصب التذكاري للمثليين المضطهدين في ظل النازية في برلين الذي افتتح في 27 ماي 2008.

## الاعتراف والجوائز
حاز الشريكان على عديد الجوائز والاعترافات عالميا، ومن أهمها جائزة إيكرسبرغ الدنماركية للفن عام 2012،
 ومنحا شهادة الدكتوراه الفخرية من قبل الجامعة النرويجية للعلوم والتكنولوجيا عام 2015.

## الحياة الخاصة
إلمكرين & دراغسيت مثليا الجنس، وقد التقى الشريكان في ملهى للمثليين في كوبنهاغن في عام 1994، عندما كان مايكل إلمكرين، الذي ولد في المدينة في عام 1961، يكتب ويؤدي الشعر، وكان إنغار دراغسيت، وهو نرويجي ولد في عام 1969، يدرس المسرح. بدأ الثنائي علاقة عاطفية وبالتعاون في عام 1995 وانتقلا إلى برلين في عام 1997.

## معرض الصور

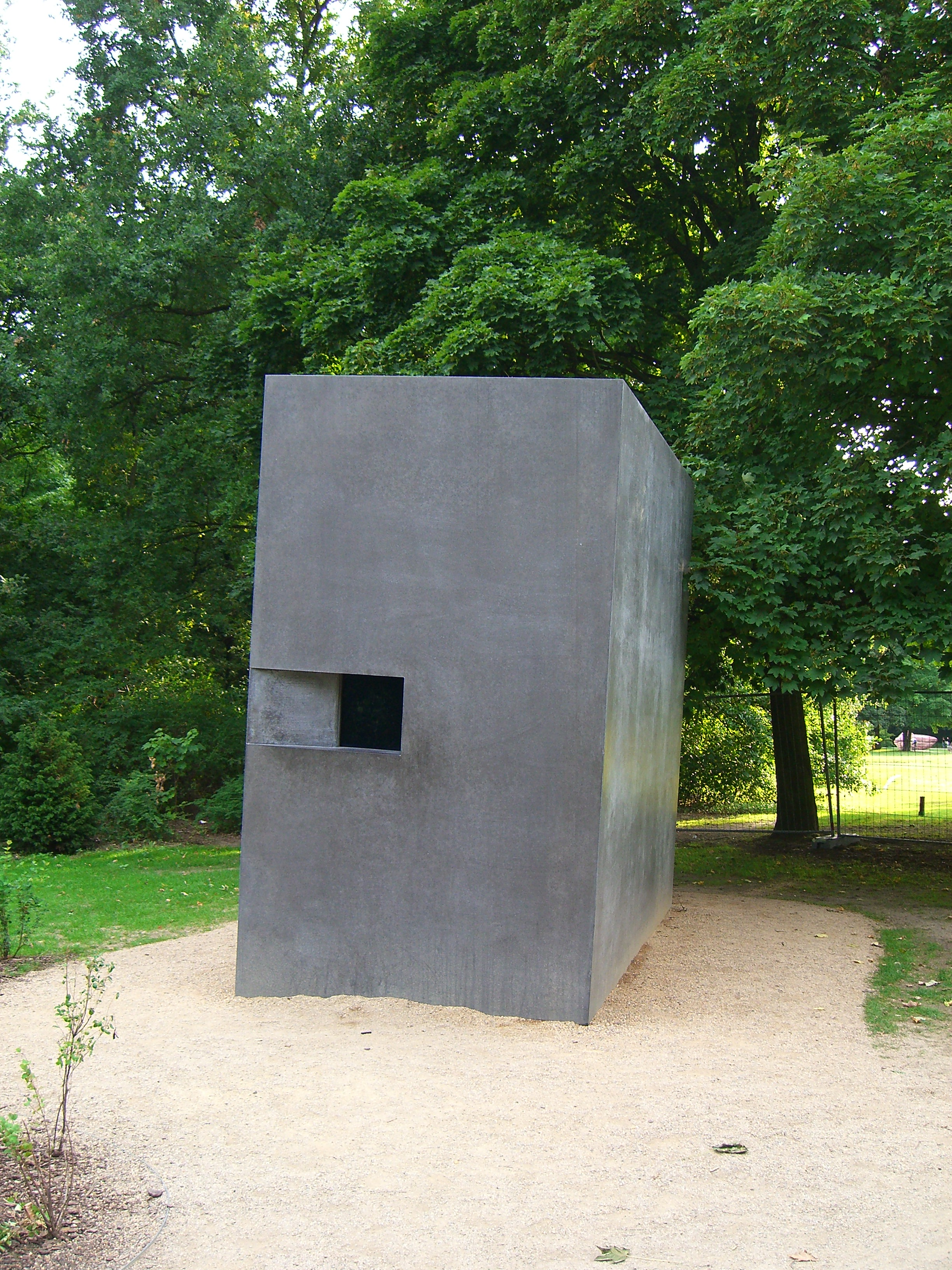
الواجهة الأمامية للنصب
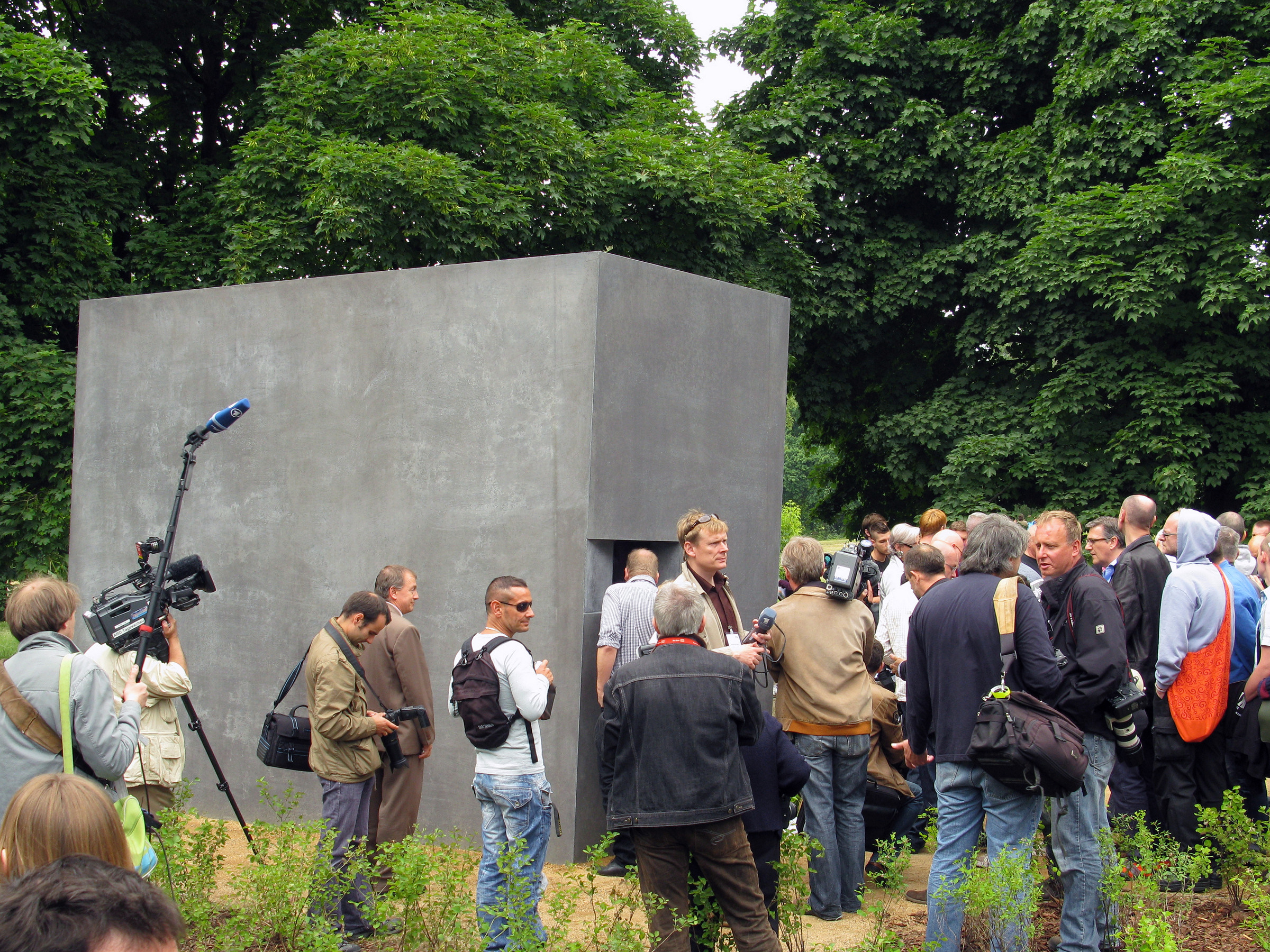
إفتتاح النصب التذكاري للمثليين المضطهدين في ظل النازية في برلين في 27 مايو 2008
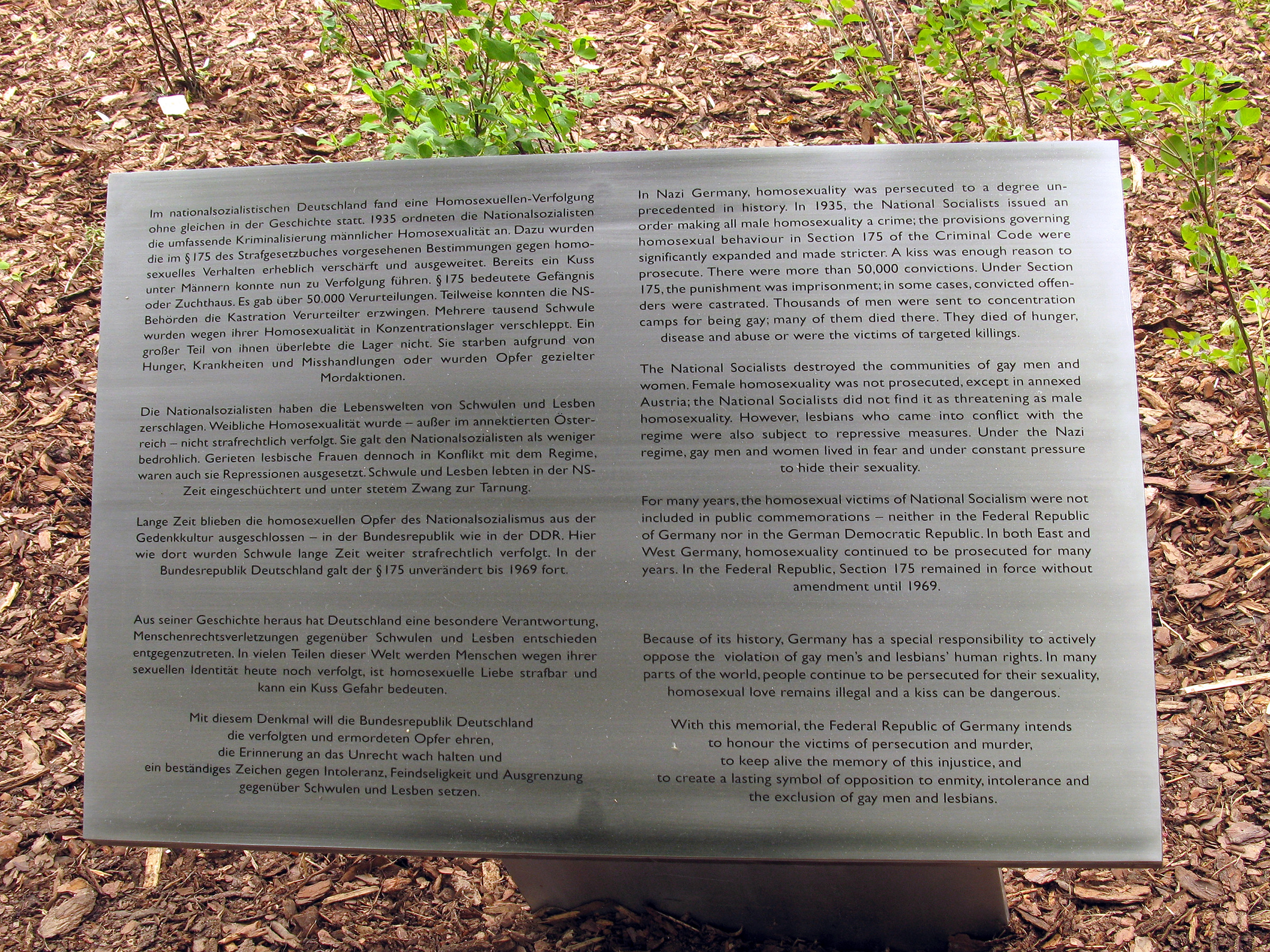
حجر التوقيع
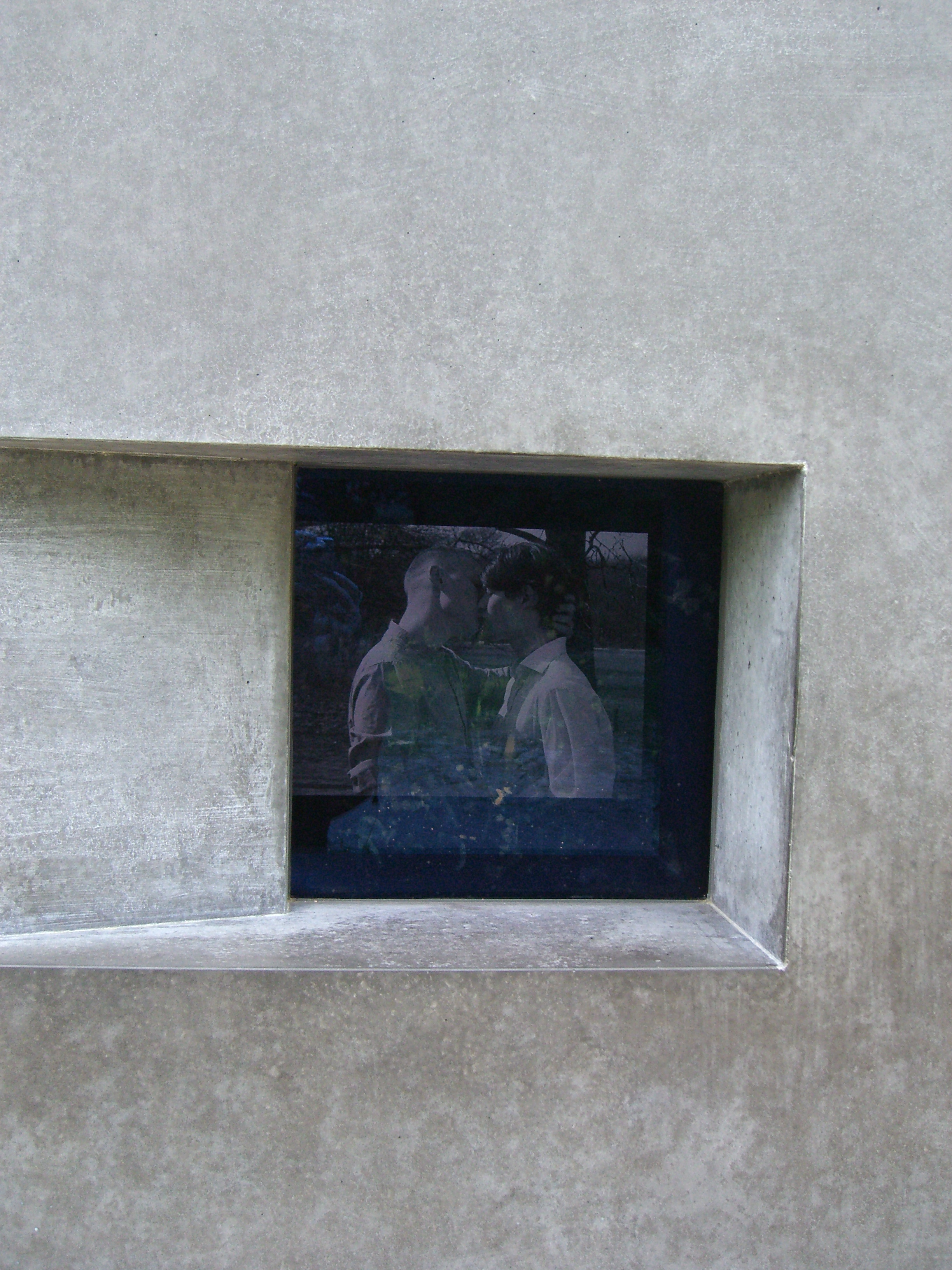
فيديو في النصب